# Parc national du Mont-Revelstoke
Le parc national du Mont-Revelstoke est un parc national du Canada situé en Colombie-Britannique.